# François Moncla
Vous lisez un « bon article » labellisé en 2015.
Pour les articles homonymes, voir Moncla.

a Compétitions nationales et continentales officielles uniquement.

b Matchs officiels uniquement.
François Moncla, né le 1er avril 1932 à Louvie-Juzon et mort le 28 novembre 2021 à Pau, est un joueur de rugby à XV international français qui évolue au poste de troisième ligne aile du début des années 1950 jusqu'au milieu des années 1960.
Il compte trente et une sélections en équipe de France entre 1956 et 1961. Il est un des acteurs de la victoire française lors de trois Tournois des Cinq Nations (1959, 1960 et 1961). Il marque 27 points. Il participe aux tournées en Afrique du Sud en 1958, en Argentine en 1960 et en Nouvelle-Zélande en 1961. Il est capitaine de l'équipe de France à 18 reprises de 1960 à 1961.
Parti à Paris pour le travail à l'école de l'Électricité de France, il joue d'abord avec le club du Racing CF ; il rejoint ensuite la Section paloise. Il est champion de France en 1959 avec le Racing, en 1964 avec la Section paloise.

## Carrière sportive

### Enfance en vallée d'Ossau

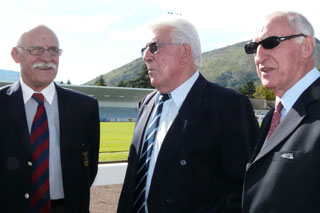
À Lourdes en 2008, François Moncla est entouré par Michel Crauste et Pierre Albaladejo.

François Moncla est né le 1er avril 1932 à Louvie-Juzon dans les Basses-Pyrénées. Il est le cadet de trois enfants d'une famille dont le père, Jean-Casimir, rempierre les chemins des villages de la vallée d'Ossau.
Son grand-père paternel, François Moncla est né en 1835 dans le village de Bielle, il épouse Marie Champagne née en 1835 à Louvie-Juzon, village où ils se marient le 17 septembre 1857. Sur neuf enfants, trois meurent très jeunes et cinq émigrent en Argentine. Parmi eux, le père de François, Jean-Casimir est le seul qui retourne en France. En 1960, François Moncla, en tournée en Argentine, rend visite à sa famille.
François Moncla joue à Louvie-Juzon avant d'évoluer en cadet à l'Étoile sportive arudyenne, il est sélectionné en 1948 avec l'équipe junior du Comité du Béarn de rugby à XV. Il évolue alors comme trois-quarts aile.

### Débuts avec le Racing
Le Béarnais monte à Paris à 17 ans pour le travail ; il devient élève à l'École nationale des métiers de l'Électricité de France de Gurcy-le-Châtel en Seine-et-Marne, il obtient un certificat d'aptitude professionnelle à 18 ans.
Il fait son service militaire à la base aérienne du Bourget, il est en 1954 champion de France de l'armée de l'air et en 1955 champion de France inter armes.
Puis il devient professeur technique, moniteur pour les travaux sur les réseaux électriques, dans la même école, il entraîne l'équipe de rugby de l'école ; il joue déjà en senior au Racing club de France et il est responsable de l'équipe des juniors quand il repère Michel Crauste et le convainc de rejoindre son équipe junior en 1951. Un autre jeune prometteur évolue sous les ordres de François Moncla, Arnaud Marquesuzaa, originaire de Mauléon-Licharre dans les Basses-Pyrénées.
Michel Crauste témoigne : « S'il existe un homme dans le rugby à qui je dois beaucoup, c'est bien François Moncla. Ce qui était né entre nous, spontanément et sans contrainte, porte un nom bien simple : l'amitié. François fut pour moi plus qu'un ami, il se comporta comme un frère de plus que m'aurait donné la vie ».
François Moncla joue en 1950 avec l'équipe junior du  Racing CF et il débute en équipe première. En arrivant à Paris, il débute comme trois-quarts aile mais il est vite fixé au poste de troisième ligne aile en 1952 pour ses qualités de puissance,.

### Débuts en équipe de France, premiers titres

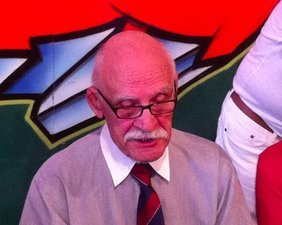
Michel Crauste, ici en 2014, joue avec François Moncla en club de 1954 à 1959. Ils sont ensemble en équipe nationale de 1959 à 1961.

François Moncla reçoit sa première cape à l'âge de 24 ans le 16 décembre 1956,. Il est retenu au poste de deuxième ligne pour affronter la Tchécoslovaquie dans un match disputé après une partie de pré-sélection nationale en décembre 1956.
Le Béarnais n'est pas retenu pour le premier match du Tournoi des Cinq Nations 1957, l'Écosse domine la mêlée française et s'impose 6 à 0 à Colombes contre la France. Des changements sont opérés pour la deuxième journée du Tournoi et François Moncla peut faire ses débuts dans le Tournoi au poste de troisième ligne aile. Les Irlandais s'imposent 11 points à 6. Jack Kyle et ses coéquipiers dominent le match. François Moncla joue les deux derniers matchs perdus du Tournoi 9 à 5 contre l'Angleterre et 19 à 13 contre le pays de Galles,. La France a perdu tous ses matchs, elle est dernière avec la cuillère de bois,.
François Moncla est de nouveau retenu en sélection pour un premier test-match contre l'Italie puis le 19 mai 1957 pour affronter la Roumanie à Bucarest, au stade du 23 août. C'est le premier déplacement des Français à Bucarest et le match de rugby à XV est associé à un match de football devant une assistance de 95 000 spectateurs,. La France s'impose 18 à 15.
Une semaine après, le 26 mai 1957 au stade de Gerland de Lyon, les joueurs du Racing et François Moncla disputent la finale du championnat de France 1956-1957 (défaite 16 à 13 contre le Football club lourdais). Lourdes mène tout d'abord par 11 à 0 grâce à trois essais marqués par Rancoule, Domec et Barthe. Le Racing revient au score 11 à 10 avec deux essais de Gri et Vannier.
Roger Martine remplace à l'ouverture lourdaise Antoine Labazuy, blessé, pour le tournant du match.
« Moncla, Brun et moi, nous montions à fond en défense sur les trois-quarts centres lourdais, Roger Martine et Maurice Prat, alors qu'Antoine Labazuy se contentait de distribuer les ballons au pied ou à la main, sobrement. Martine le remplaçant, ayant constaté cet état de fait, en profita pour mener une offensive personnelle qui nous prit complètement à contre-pied et envoya Rancoule à l'essai. Du grand art, un chef-d'œuvre tactique dans un match plein de mouvements et d'indécision jusqu'à la fin », se souvient Michel Crauste.
Roger Lerou, ancien joueur du Racing et président du Comité de sélection de la Fédération française de rugby retient Michel Crauste pour le Tournoi des Cinq Nations 1958, à la place de François Moncla.
François Moncla est sélectionné pour la tournée de l'équipe de France de rugby à XV en 1958 en Afrique du Sud ; François Moncla et le pack d'avants font face aux avants Springboks. La première tournée d'une équipe de rugby à XV représentant la France dans une nation du Commonwealth de l'hémisphère Sud a abouti sur une victoire finale dans la série de test matchs avec une victoire et un match nul. Le troisième ligne aile parisien dispute huit des dix matchs de la tournée, marque le plus grand nombre d'essais de la tournée avec quatre unités. Il brille tout en restant discret jouant le « chien de chasse » sur les flancs de la mêlée. François Moncla a réalisé un bon championnat de France de rugby à XV 1957-1958 et après ses bonnes prestations en Afrique du Sud, il se met en évidence lors d'un match de championnat joué à domicile contre l'US Dax en janvier 1959 trouvant deux fois l'ouverture dans le rideau défensif landais, inscrivant lui-même le premier essai et sur le second, faisant la différence avant de transmettre à un coéquipier.
Le Béarnais fait partie de l'équipe de France qui gagne son premier Tournoi en solitaire en 1959. Pour le premier match, il marque le seul essai français pour une victoire 9-0, le travail collectif des avants ayant construit le succès des « Bleus ».  La France concède le match nul 3-3 en Angleterre, le joueur du Racing s'illustre ; dans une mêlée ouverte il adresse un coup de pied aux fesses d'un pilier anglais récidiviste du hors-jeu, il est sanctionné d'une pénalité sans autre incident car le geste est autoritaire sans être sournois ni brutal.
Les Français terminent seuls en tête du Tournoi, avec deux victoires, un nul et une défaite. C'est moins bien qu'en 1951, 1954 et 1955 (trois succès) mais les adversaires se sont neutralisés ; Lucien Mias dirige alors l'équipe. Pour le match décisif contre le pays de Galles, ce sont les avants qui sont à l'origine des deux essais marqués par François Moncla. À la 22e minute, Lucien Mias prend le ballon en touche, perce et donne à Moncla. En fin de match, Danos alerte le pack, Michel Crauste charge, Mias fait de même et Moncla finit le mouvement,.
Lors de la saison de championnat de France de rugby à XV 1958-1959, le Racing prend sa revanche sur le FC Lourdes en demi-finale en s'imposant 19 à 3, ce qui provoque une crise dans le club des Hautes-Pyrénées,. Le 24 mai 1959 au Parc Lescure de Bordeaux, sous la direction d'Albert Ferrasse en tant qu'arbitre, les coéquipiers de François Moncla affrontent le Stade montois en finale, ils réussissent à s'imposer 8-3. Les Landais comptent pourtant neuf internationaux en titre ou à venir. Avant la mi-temps, sur une mêlée fermée, Michel Crauste s'échappe, passe à Arnaud Marquesuzaa qui perce, lui redonne la balle. Après plusieurs passes, c'est Stéphane Boize qui marque l'essai et donne un avantage de 8-0 (essai transformé, un but est marqué en début de match). Si Guy Boniface marque un essai, la victoire est acquise aux Parisiens.

### Retour à Pau, nouveaux titres

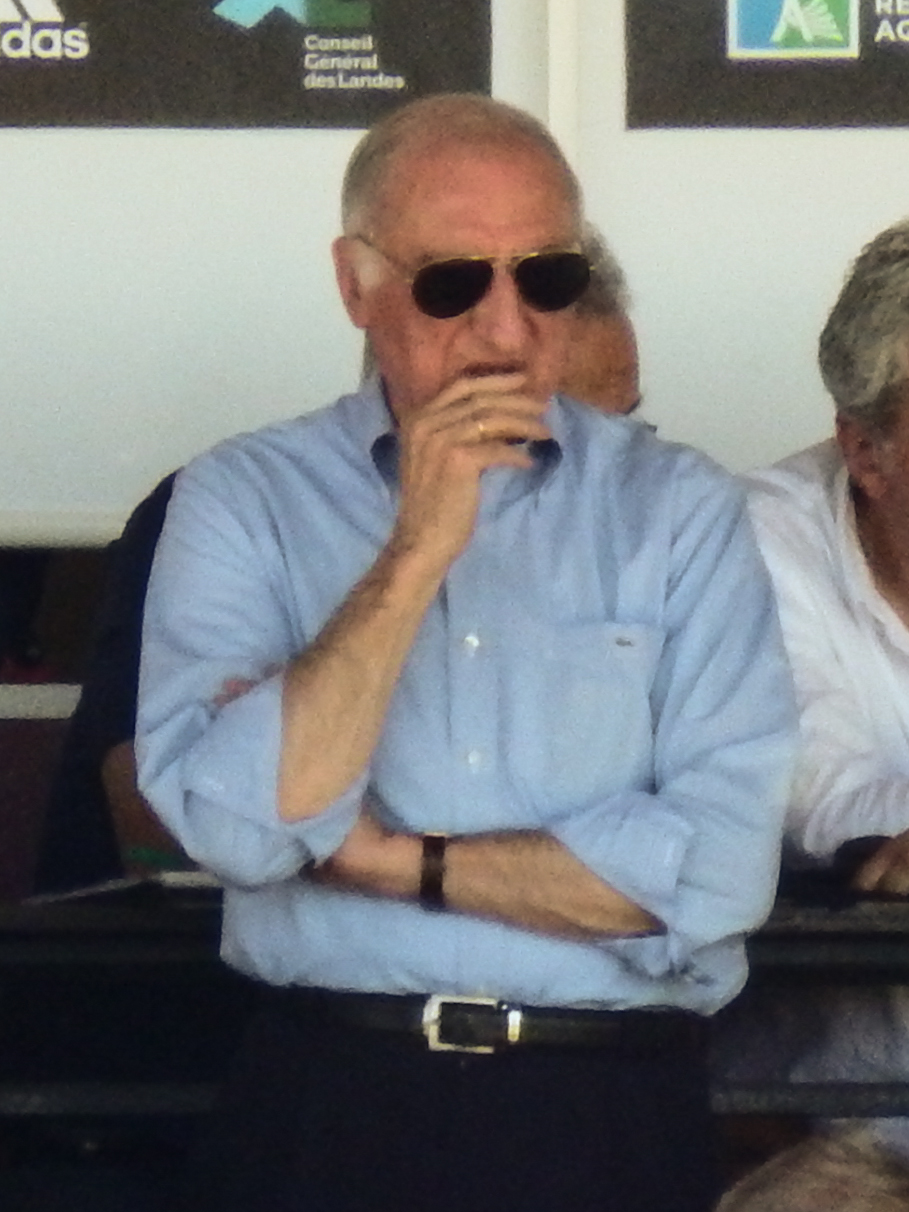
Pierre Albaladejo, ici en 2015, joue avec Michel Crauste en équipe nationale de 1960 à 1961. Ils sont adversaires en club de 1952 à 1966.

En 1959, François Moncla retourne en Béarn et rejoint la Section paloise. Michel Crauste et Arnaud Marquesuzaa signent au FC Lourdes pour revenir au pays. Le jeu pratiqué par Lourdes est alors la référence,. Au départ, les trois joueurs signent une licence pour le club du FC Lourdes mais Roger Lerou, président du Racing club de France, effrayé, refuse la mutation de Moncla qui choisit alors la Section paloise,.
François Moncla succède à Lucien Mias en 1960 comme capitaine de l'équipe de France. Le Palois donne l'exemple et brille en attaque, en défense selon le journaliste du Monde ; il est à la conclusion d'un mouvement de Michel Celaya, relayé par Amédée Domenech pour l'essai du troisième ligne aile, le troisième de la France pour une victoire 13 à 11 en Écosse. Lors de la deuxième rencontre du Tournoi 1960, l'équipe de France concède le match nul 3-3 à Colombes, contre l'Angleterre. Les coéquipiers de François Moncla s'imposent le 26 mars 1960 16 à 8 au pays de Galles à Cardiff puis gagnent 23 à 6 les Irlandais, soit le plus large succès sur des Britanniques. La France s'impose seule dans le Tournoi, c'est le Petit Chelem, une victoire sans défaite (trois matchs gagnés et un match nul). Le troisième ligne est sélectionné pour la tournée de l'équipe de France en 1960 en Argentine et dispute trois test-matchs victorieux.
Il est également présent le 18 février 1961 face aux Springboks, qui disputent le dernier match de leur tournée en Europe entamée en 1960, ponctuée de quatre victoires face aux quatre nations britanniques. Cette rencontre se termine sur un score nul et vierge 0 à 0,. Le combat est féroce devant, la mêlé fermée disputée,. Il participe à chaque rencontre du Tournoi remporté par les Français, avec le Petit Chelem, une victoire sans défaite (trois matchs gagnés et un match nul). Les « Bleus » concèdent le match nul 5-5 contre l'Angleterre à Twickenham. C'est le pilier Amédée Domenech qui s'illustre, en prenant la place du trois-quarts aile Dupuy, blessé. Impeccable en défense, sur les réceptions des coups de pied, il feinte une passe au juge de touche sur une contre-attaque. C'est son capitaine François Moncla qui a l'idée d'utiliser Amédée Domenech à l'aile en cas de blessure,.
François Moncla est le capitaine pour la tournée de l'équipe de France en Nouvelle-Zélande et en Australie en 1961. Lors du premier test match, la France s'incline 13-6 contre les All Blacks,. Le deuxième test, à Wellington, se dispute dans une tempête, empêchant de taper en touche. Les All Blacks s'imposent 5-3. Lors du troisième test, les Néo-Zélandais l'emportent largement 32 à 3. François Moncla dispute 12 des 15 matchs de la tournée, les 3 premiers test-matchs, il se blesse dans l'avant-dernière rencontre remportée 15-12 contre le Queensland, Amédée Domenech doit jouer troisième ligne aile pour le dernier match contre les Wallabies,. Cette tournée est un mauvais souvenir pour le Béarnais, ensuite les sélectionneurs de l'équipe de France ne le retiennent plus en équipe nationale.
En 1962, Francois Moncla et la Section paloise battent le Racing club de France en huitième de finale du championnat de France de rugby à XV 1961-1962, ils s'inclinent contre le SU Agen en quart de finale. Toutefois, en Challenge Yves-du-Manoir, ils parviennent à battre le FC Lourdes 6 à 5 en demi-finale pour se qualifier en finale contre le Stade montois. Christian Darrouy et les Landais parviennent à gagner un troisième titre consécutif du challenge Yves du Manoir en s'imposant 14 à 9 contre la Section paloise de François Moncla. L'ailier landais parvient à marquer un essai qui permet à son équipe de l'emporter.
Lors de la saison de championnat de France de rugby à XV 1963-1964, la Section paloise doit atteindre la dernière journée pour parvenir à se qualifier pour les phases finales. La Section paloise gagne 3 à 0 à Saint-Girons et se qualifie in extremis. Les Béarnais s'imposent en demi-finale contre le Racing Club de Narbonne 8 à 3 avec un bon match de François Moncla, selon le journaliste du Monde ; les vert et blanc s'imposent 14 à 0 en finale du championnat contre l'AS Béziers. Les Béarnais prennent l'avantage au score 6 à 0, les adversaires se crispent. Les avants vert et blanc mettent la pression, notamment en mêlée et marquent deux essais en contre. Sur le deuxième, François Moncla intercepte un ballon du demi de mêlée biterrois, s'échappe et transmet la balle à Jean Capdouze qui marque.
Une semaine après, les deux équipes se retrouvent en finale du Challenge Yves du Manoir et Béziers s'impose 6 à 3.
En 1966, il met un terme à sa carrière de joueur.
François Moncla est aujourd'hui une légende de la Section paloise,.

## Président de la Section paloise
François Moncla est président de la Section paloise, de 1972 à 1979,.

## Palmarès

### En club
En neuf saisons passées avec le Racing club de France, François Moncla remporte le championnat de France 1958-1959 et perd la finale en 1956-1957. Il dispute sept saisons avec la Section paloise, il est champion de France en 1963-1964. Il est finaliste du Challenge Yves du Manoir en 1962 et 1964.

### Palmarès en équipe nationale
François Moncla a remporté trois Tournois en 1959, 1960 et 1961. En 1960 et en 1961, c'est le Petit Chelem, une victoire sans défaite (trois matchs gagnés et un match nul). François Moncla termine une fois à la dernière place.
| Édition           | Rang | Résultats France | Résultats Moncla | Matchs Moncla |
| ----------------- | ---- | ---------------- | ---------------- | ------------- |
| Cinq Nations 1957 | 5    | 0 v, 0 n, 4 d    | 0 v, 0 n, 3 d    | 3/4           |
| Cinq Nations 1959 | 1    | 2 v, 1 n, 1 d    | 2 v, 1 n, 1 d    | 4/4           |
| Cinq Nations 1960 | 1    | 3 v, 1 n, 0 d    | 3 v, 1 n, 0 d    | 4/4           |
| Cinq Nations 1961 | 1    | 3 v, 1 n, 0 d    | 3 v, 1 n, 0 d    | 4/4           |

Légende : v = victoire ; n = match nul ; d = défaite ; la ligne est en gras quand il y a Grand Chelem.

## Statistiques en équipe nationale
De 1956 à 1961, François Moncla dispute 31 matchs avec l'équipe de France au cours desquels il marque 7 essais (21 points). Il participe notamment à quatre Tournois des Cinq nations de 1957 à 1961. Il remporte trois tournois.
François Moncla débute en équipe nationale à 24 ans le 16 décembre 1956 au poste de deuxième ligne. Il joue régulièrement au poste de troisième ligne aile pour son deuxième match en « bleu » jusqu'à l'année 1961, disputant 31 matchs en 5 saisons. Il est même désigné capitaine pour 18 rencontres en 1960 et en 1961. Il n'est plus retenu après la tournée de 1961 en Nouvelle-Zélande et en Australie.

## Style de joueur, surnom
François Moncla s'impose comme un des meilleurs troisièmes lignes ailes de son temps. En août 1958, il pèse 87 kilogrammes pour 1,83 m, il est puissant et rapide. Il est dur en défense, constant dans le combat, il prend des balles en touche et peut être un soutien en attaque. Il est discret, bon camarade et très précautionneux sur son régime alimentaire. Il s'entraîne régulièrement. Il a le sens du commandement comme un leader, comme un « grand frère rigoureux ».
« François les bas bleus » est un surnom qui lui est donné lors de son parcours au Racing club de France, pour la couleur de ses chaussettes.
François Moncla obtient l'Oscar du Midi olympique (meilleur joueur français du championnat) en 1960.

## Autres activités

### Activités professionnelles
À côté du rugby, François Moncla travaille à l'Électricité de France (EDF), tout comme Michel Crauste et Arnaud Marquesuzaa. Une mutation administrative lui donne un poste à Pau (Pyrénées-Atlantiques) en 1959. Il reste à l'Électricité de France jusqu'à sa retraite professionnelle, achevant sa carrière en 1986 au poste de responsable du service clientèle de l'agence paloise. Pendant dix ans, il préside la mutuelle d'action sociale d'EDF de Pau,. Il y est toujours actif en 2015.

### Activités associatives
Quand il évolue au Racing club de France en senior, il s'occupe de l'équipe de rugby de l'école et il est chargé de l'entraînement de l'équipe des juniors du Racing. À Pau, il a entraîné les juniors de la Section paloise, puis présidé la Section.

### Engagement politique
Militant de la CGT et du Parti communiste, il a manifesté publiquement contre l'Apartheid en Afrique du Sud lors de la victoire de l'équipe de France à Johannesbourg en 1958. À partir de la fin des années 1960, François Moncla s’investit dans le mouvement antiapartheid, encore méconnu en France. Il milite également en faveur du désarmement nucléaire et contre les projets de privatisation de services publics. Il est sur la liste Front de gauche des élections municipales 2014 de Pau.

« Un communiste à l’ancienne, un seigneur, un engagé. Il y avait beaucoup d’humour dans nos relations, parce que nos opinions politiques n’étaient pas exactement les mêmes. Mais en même temps, et d’une certaine manière, nous avions tous les deux le goût de tenir bon contre vents et marées. Il avait le cœur rouge, mais était aussi un peu fleur bleue. »

— François Bayrou

« Souvent, on manifestait côte à côte. Il a été président de la Section et communiste, ce qui n’est pas banal. Beaucoup de personnes lui reprochaient cette double face. Il était convaincu. François, c’était le peuple. »

— Pierre Triep-Capdeville

### Fin de vie
François Moncla meurt le 28 novembre 2021 à Pau, à l'Ehpad public Nouste Soureilh où il résidait depuis l'année précédente.

## Famille
François Moncla est marié, il a trois enfants, Michel Crauste est le parrain de son fils Michel.